# Rajić Brdo
Rajić Brdo – wieś w Chorwacji, w żupanii karlowackiej, w gminie Vojnić. W 2011 roku liczyła 26 mieszkańców.